# Stazione di Aime-la-Plagne
La stazione di Aime-la-Plagne è la principale stazione ferroviaria di Aime-la-Plagne, Francia.